# Gospel According to Harry
Gospel According to Harry (conocida en Argentina como El evangelio segun Harry) es una película de comedia, drama y fantasía de 1994, dirigida por Lech Majewski, que a su vez la escribió, musicalizada por Jan A.P. Kaczmarek, en la fotografía estuvo Grzegorz Kedzierski y los protagonistas son Andy Rivera, Alhassane Barry y David Baty, entre otros. El filme fue realizado por Filmcontract Ltd., Lech Majewski Enterprises y Propaganda Films, se estrenó el 12 de mayo de 1994.

## Sinopsis
Llevada a cabo en el desierto de California y basada en fragmentos de la Biblia, muestra la desintegración de un matrimonio compuesto por Karen y su cónyuge Wes.

## Recepción
249 usuarios de IMDb han dado un voto medio ponderado de 6,3/10 por la película.